# Rhapsody in Blue - Concerto in F
Rhapsody in Blue - Concerto in F (Rhapsody in Blue - Piano Concerto in F) è un album diretto da Riccardo Chailly con Stefano Bollani e la Gewandhausorchester Leipzig, pubblicato nel 2010 dalla Decca. Il CD entra direttamente all'8º posto della classifica pop. Per la prima volta in Italia un disco di classica entra nella top ten pop.
Il CD è rimasto per 32 settimane ininterrotte nella classifica pop di cui 3 nella Top Ten, disco di platino ed oltre 60 000 copie vendute.

## Tracce
1. Rapsodia in blu (orch. Grofé per jazz band) (Bollani-Chailly-GOL) - 16:12
2. Catfish Row (titolo originale 1936: Suite from Porgy and Bess) (Chailly-GOL) - 23:43
3. Concerto in fa (Bollani-Chailly-GOL) - 29:01
4. Rialto Ripples (vers. orchestrale) (Bollani-Chailly-GOL) - 4:35
5. Girl crazy: The Man I Love (Ira Gershwin) (Bollani-Chailly-GOL) - 5:02
6. How Long Has This Been Going On? (Ira Gershwin) (Bollani-Chailly-GOL) - 4:00
7. Girl crazy: But not or Me (Ira Gershwin) (Bollani-Chailly-GOL)  - 2:28
8. Oh, Kay!: Someone to Watch Oer Me (Bollani-Chailly-GOL) - 3:57